# Да загубиш девствеността си
„Да загубиш девствеността си“ (на английски: The Virginity Hit) е американска секс комедия с намерени кадри от 2010 г., режисиран от Хък Ботко и Андрю Гърланд, продуциран от Уил Феръл и Адам МакКей, и участват Мат Бенет и Зак Пърлман.